# Barbora Fabianová
Barbora Fabianová (Bojnice, 18 ottobre 1982) è un'ex cestista slovacca.
Ala di 182 cm, ha giocato in Serie A1 con Cagliari.

## Carriera
Con la Slovacchia ha disputato i Campionati europei del 2013.

## Palmarès
- Campionato italiano di Serie A2: 1
Le Mura Lucca: 2009-10